# Oishi Tetsuya
Tetsuya Oishi (sinh ngày 26 tháng 11 năm 1979) là một cầu thủ bóng đá người Nhật Bản.

## Sự nghiệp câu lạc bộ
Tetsuya Oishi đã từng chơi cho Kawasaki Frontale và Ventforet Kofu.